# Nidda (fiume)
La Nidda è un fiume della Germania. È affluente del Meno e scorre interamente nel land dell'Assia.

## Corso
Nasce dal gruppo montuoso del Vogelsberg, nei pressi del comune di Schotten, poi attraversa la diga del Niddastausee, i comuni di Nidda, Niddatal, Karben e Bad Vilbel, quindi entra nell'area metropolitana di Francoforte sul Meno e, a 98 km dalla sorgente, affluisce nel Meno all'altezza di Höchst, una frazione di Francoforte. Pochi chilometri dopo, il Meno affluisce a sua volta nel Reno.
Negli anni venti e sessanta la portata della Nidda fu regolata per ridurre il rischio di inondazioni. Il letto del fiume fu reso rettilineo e i numerosi meandri furono isolati da esso, diventando di fatto degli specchi di acqua stagnante.
Nel 1993 il corso della Nidda è stato riportato parzialmente al suo stato originario. Attualmente le rive della Nidda sono accompagnate da un percorso ciclabile per quasi tutta la lunghezza del fiume.

## Affluenti

### Riva destra
- Eichelbach
- Nidder

### Riva sinistra
- Horloff
- Wetter
- Erlenbach
- Eschbach
- Kalbach
- Urselbach
- Steinbach
- Sulzbach

## Immagini fotografiche

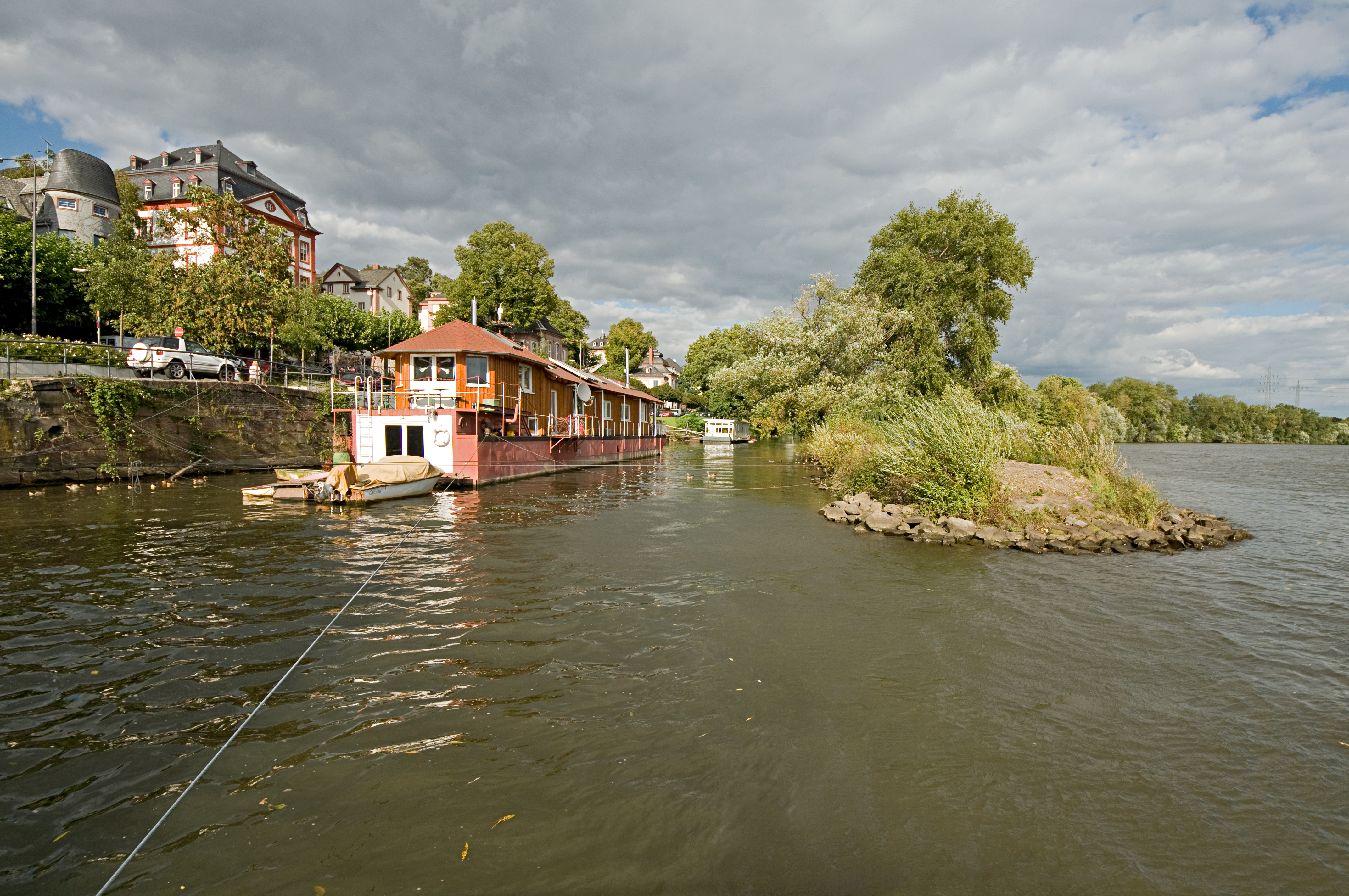
L'estuario della Nidda detto "Wörthspitze"
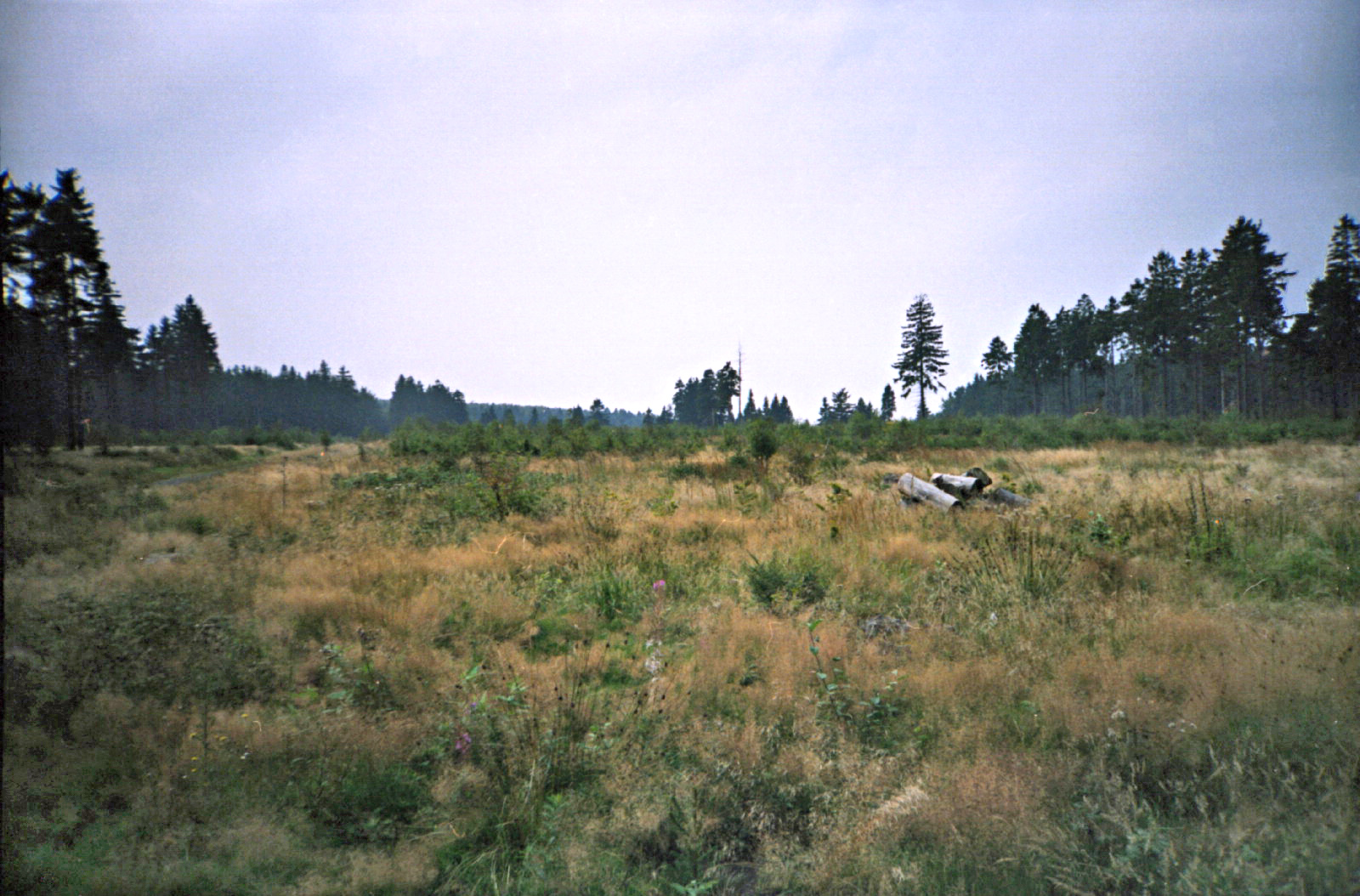
L'area della sorgente della Nidda
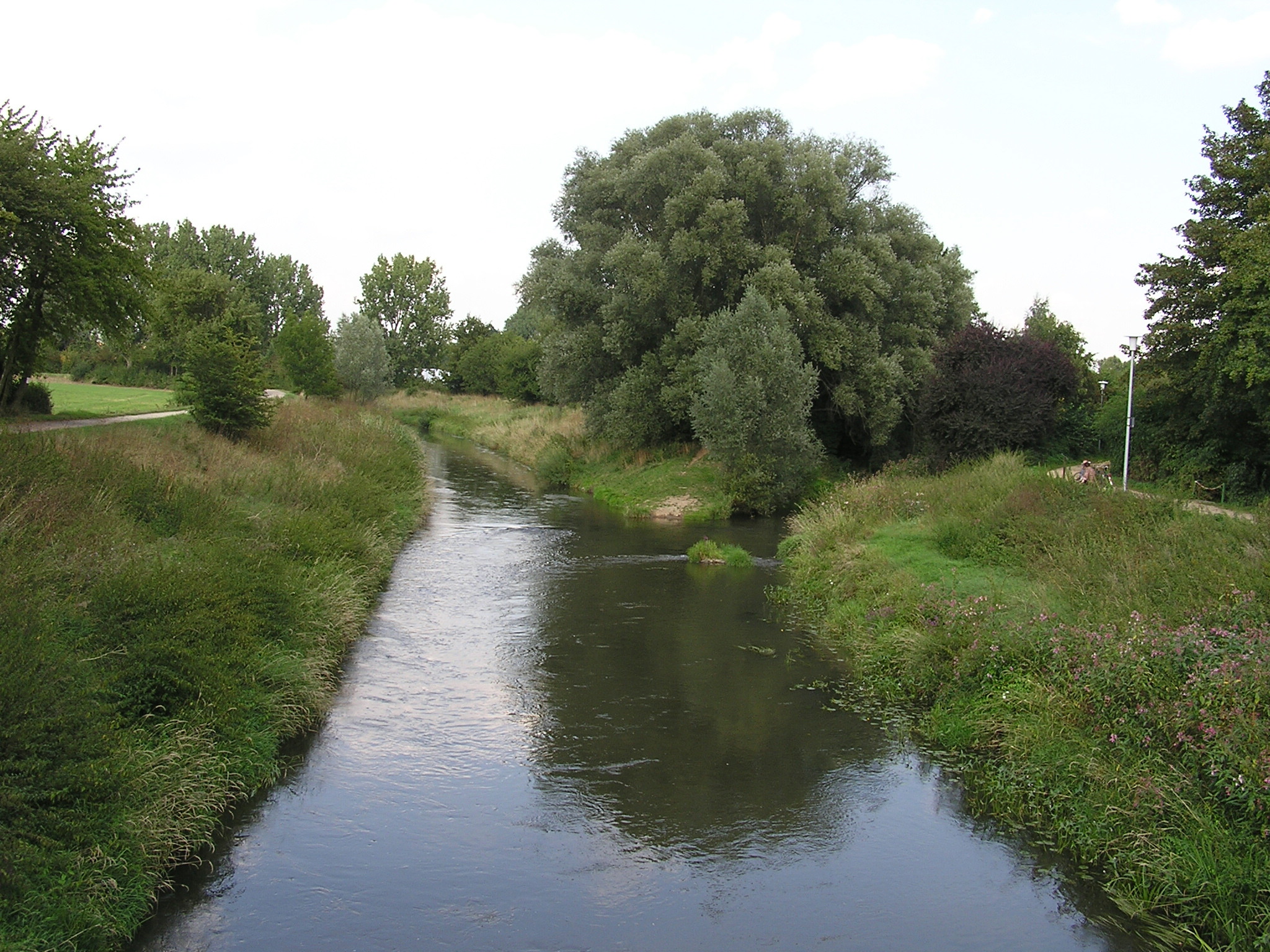
La foce dell'affluente Nidder
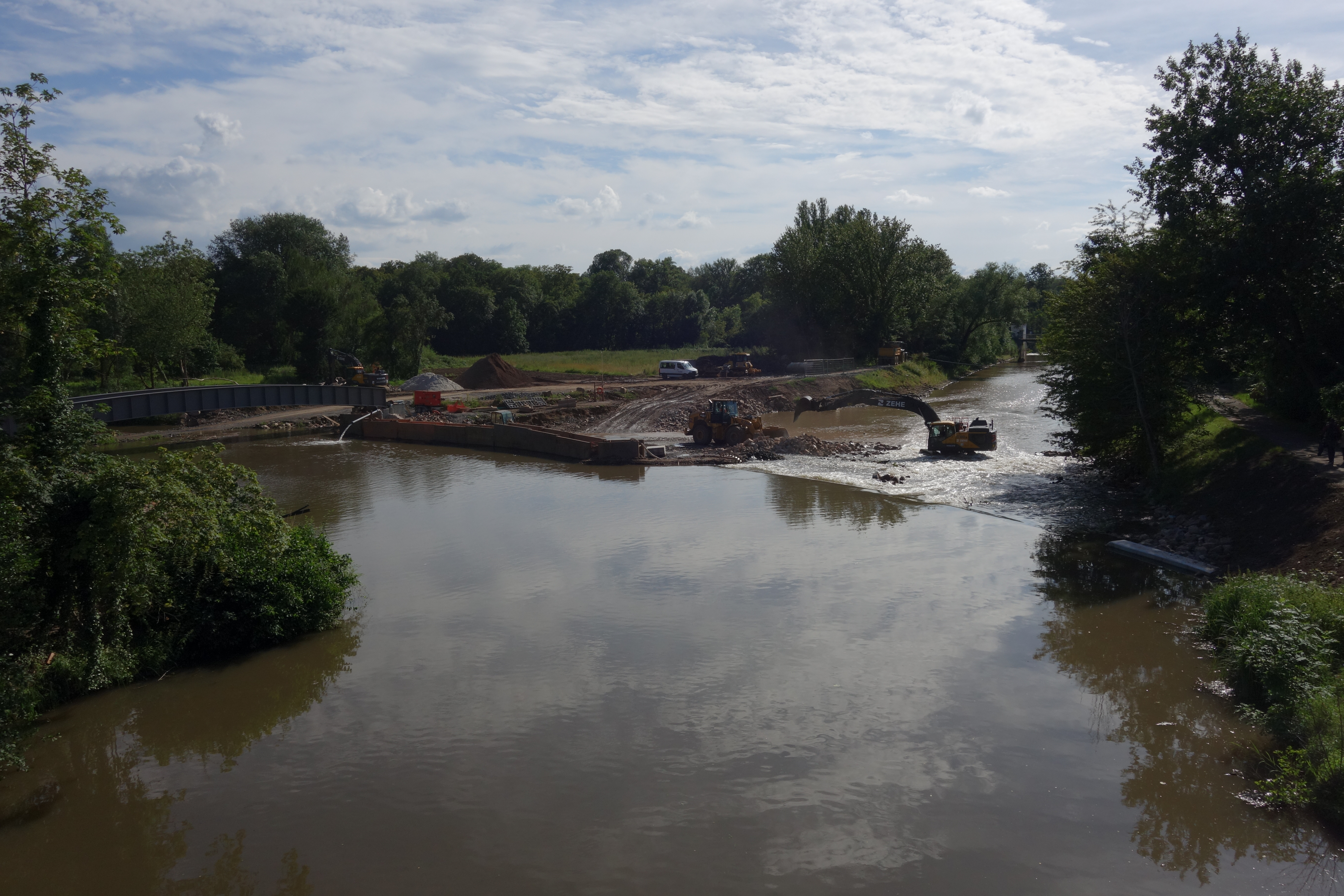
Lavori di rinaturalizzazione al diga di Sossenheim (visibile sullo sfondo) nell'estate del 2024